# Riacho dos Cavalos
Riacho dos Cavalos là một đô thị thuộc bang Paraíba, Brasil. Đô thị này có diện tích 264,027 km², dân số năm 2007 là 7031 người, mật độ 26,6 người/km².